# Žulovo-rulová vysočina

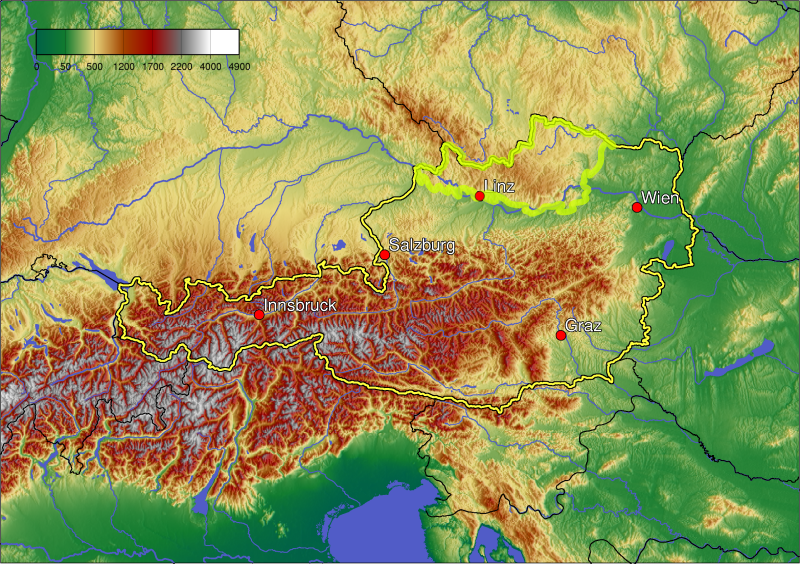
Rozsah Žulovo-rulové vysočiny na území Rakouska

Žulovo-rulová vysočina nebo žulovo-rulová plošina, německy Granit- und Gneishochland nebo Granit- und Gneisplateau, je jeden ze základních krajinných a geomorfologických regionů Rakouska. Nachází se v jeho nejsevernější části a je vlastně přesahem České vysočiny na rakouské území, jehož zabírá asi 11 %. Kulturně a administrativně zhruba odpovídá regionům Mühlviertel a Waldviertel.
Nejvyšším bodem je pohraniční vrch Plechý (Plöckenstein, 1378 m n.m.) na severozápadním okraji. Nejníže leží výtok Dunaje u Kremže (okolo 180 m n. m.).
Jde o geologicky stará, erozí ohlazená horstva, jejichž nejvyšší partie tvoří přirozenou hranici Čech. Na jihu je zhruba ohraničena Dunajem, i když na řadě míst se Dunaj prolamuje skrz tuto vysočinu (např. kaňonem Wachau). Geologickým podkladem je Český masiv, jehož hmota pod povrchem sahá dále na jih, hluboko pod Alpy, takže se soudí, že poskytovala jakousi oporu při alpském vrásnění.

## Hydrologie
Téměř celá oblast patří do povodí Dunaje, a to přímo nebo prostřednictvím přítoků, vesměs levých: Mühl, Rodl, Gusen, Aist, Naarn, Krems, Kamp; severovýchodní partie je odvodňována Dyjí.
Okrajové pohraniční části náleží také do povodí Labe, a to skrze pramenné oblasti Malše a Lužnice.

## Členění

### Severozápad
- Böhmerwald (Šumava a její podhůří, 1 378 m) Severozápadem Mühlviertlu dokonce prochází část hlavního hřebene Plešské hornatiny. Z jihu ji ohraničuje řeka Grosse Mühl. Hranice pak ustupuje, Šumava mizí v Čechách, ale znova se vynořuje malý kousek na západ od místa, kde do Rakouska přitéká Steinerne Mühl, a pak ještě jednou na východ odsud (Sternwald je hřeben paralelní k Plešské hornatině, vrcholem Sternstein dosahuje 1125 m.)
- Südliche Böhmerwaldausläufer (Jižní výběžky Šumavy, tedy podhůří) sahají v asi 15km pásmu podél bavorské hranice téměř až k Dunaji (Ameisberg 940; západně od Kleine Mühl), na východ od Grosse Mühl kopírují zhruba v 10km vzdálenosti českou hranici (severně od Steinerne Mühl; u Sternsteinu se pásmo zužuje a nakonec přechází v Leonfelden-Reichenthaler-Hochland).
- Zentralmühlviertler Hochland (Středomühlviertelská vrchovina) vyplňuje většinu prostoru mezi výběžky Šumavy, Dunajem a Aist-Naarn-Kuppenlandem.

### Pomezí Mühlviertelu a Waldviertelu
- Leonfeldner Hochland (resp. Reichenthaler Hochland, též Leonfelden-Reichenthaler Hochland, nad ní je Kaplická brázda) navazuje na Sternwald severně od Bad Leonfeldenu a pokračuje až k Malši a jejímu levému přítoku Felberbachu.
- Freiwald (Novohradské hory; jejich česká část se německy též nazývá Gratzener Bergland) pokračuje ve Waldviertelu podél české hranice k severovýchodu až ke Gmündu. Tady končí Šumavská subprovincie a začíná Česko-moravská subprovincie.
- Weinsberger Wald (1 039 m) se táhne od Freiwaldu na jih podél dolnorakousko-hornorakouské hranice. (Prameny se různí, podle mapy KČT začíná Weinsberger Wald už Reisingerbergem (886) u českých hranic a přímo navazuje na Leonfelder Hochland, v rakouském autoatlase je zase tímto názvem označena jen relativně malá oblast kolem samotného Weinsbergu. Podle map rakouského Bundesumweltamtu se rovněž táhne podél téměř celé hranice, na jihu se opět rozšiřuje nad celý Machland.
- Uvnitř podkovy Weinsberger Waldu je v Mühlviertlu uzavřena pahorkatina Aist-Naarn-Kuppenland.
- Ostrong je krátký hřeben mezi Weinsberger Waldem a Dunajem. Táhne se ve Waldviertelu podél mühlviertelské hranice, k Dunaji se spouští u Ybbsu.
- Severovýchodně od Weinsberger Waldu, severně od řeky Krems a jihozápadně od řeky Kamp, se nachází Gföhler Wald.
- Severně od řeky Kamp (než uhne k jihu) leží vrchovina, která se řadí pod Westliches Niederes Waldviertel.
- Na Freiwald navazuje Litschauer Ländchen. Litschau leží v cípu mezi Třeboňskou pánví a Českou Kanadou.

### Východní okraj
Östliches Niederes Waldviertel zahrnuje Unteres Thayahochland, Horner Mulde (Hornská kotlina, resp. Horner Becken, Hornská pánev) a Manhartsberg. Tato část se táhne až k národnímu parku Podyjí a ke Znojmu, navazuje tedy na Českomoravskou vrchovinu.
- Thayahochland (Dyjská vrchovina) je rakouské Podyjí.
- Horner Mulde znamená Hornská kotlina a jde o okolí města Horn, které leží mezi Manhartsbergem (536) na jihovýchodě a Thayahochlandem na severu.
- Na východ od řeky Kamp se severojižně táhne Manhartsberg (537 m). Dále na východ leží Weinviertel, jehož kopcovina (300–400 m) navazuje na Pálavské vrchy a patří už ke Karpatům.

### Jižní okraj
(území podél Dunaje, včetně některých na pravém břehu):
- Sauwald (895 m) leží na pravém břehu Dunaje v Innviertelu u Pasova. Někdy se řadí pod Mühlviertler Hochland, i když už neleží v Mühlviertlu. Také západněji ležící Esternberg je na jih od Dunaje v cípu mezi Innem, Pasovem a místem, kde bavorská hranice opouští Dunaj. (Bavorsko-rakouská hranice vede na sever z větší části podél Gegenbachu a odděluje Bavorský les na západě od podhůří Šumavy na východě.)
- Pahorkatinám mezi údolím Dunaje a Zentralmühlviertler Hochlandem, resp. Weinsberger Waldem, se říká Südliche Mühlviertler Randlagen.
- Eferdinger Becken je jediná rovná pánev v Mühlviertlu. Nachází se podél Dunaje mezi Aschachem a Eferdingem.
- Kürnberger Wald je opět až za Dunajem, na východ od Sauwaldu a na dohled z Lince (jihozápadně). Je maličký rozlohou i výškou (Kürnbergburg 526 m).
- Kolem Lince a od něj po Dunaji dolů až k Machlandu je Linzer Feld.
- Machland je údolní niva u Dunaje pod Lincem, mezi Mauthausenem a Greinem.
- Neustadtler Platte (pravý břeh mezi Greinem a Melkem)
- Hiesberg (pravý břeh jižně od Melku, 553 m)
- Dunkelsteinerwald (pravý břeh severovýchodně od Melku, 725 m)